# جو إيسينجر
جو إيزنجر (24 يوليو 1909 - 1991)، هو كاتب في عالم السينما والتلفزيون امتدت حياته المهنية لأكثر من 40 عامًا من أوائل الأربعينيات وحتى الثمانينيات من القرن العشرين. اشتهر على نطاق واسع بأنه كاتب لاثنين من أكثر الأفلام السينمائية تعقيدًا من الناحية النفسية ، «Gilda عام 1946» و «Night and the City 1950».

## روابط خارجية
جو إيسينجر على موقع IMDb (الإنجليزية)
- جو إيسينجر على موقع ألو سيني (الفرنسية)
- جو إيسينجر على موقع قاعدة بيانات برودواي على الإنترنت (الإنجليزية)
- جو إيسينجر على موقع قاعدة بيانات الأفلام السويدية (السويدية)
- جو إيسينجر على موقع قاعدة بيانات الأفلام السويدية (السويدية)
- جو إيسينجر على موقع قاعدة بيانات الفيلم (الإنجليزية)
- جو إيسينجر على موقع كينوبويسك (الروسية)